# Universidad Territorial Deltaica Francisco Tamayo
La Universidad Territorial Deltaica Francisco Tamayo (UTDFT) es una universidad pública cuya sede principal está ubicada en Tucupita, estado Delta Amacuro, Venezuela. Fue creada el 24 de noviembre de 2014, publicado en Gaceta Oficial No 40.547, mediante Decreto Presidencial No 1.225, durante el mandato del actual presidente venezolano Nicolás Maduro, quien designó el nombre de la universidad en honor al gran destacado botánico, defensor de la naturaleza y gran conservacionista Francisco Tamayo Yepes

## Historia
En el año 1989 bajo el mandato del presidente Jaime  Lusinchi fue creado el Instituto Universitario de Tecnología "Dr. Delfín Mendoza" mediante decreto presidencial N.º 2719, publicado en Gaceta Oficial N.º 34.140 de fecha 19 de enero de 1989. En un principio este instituto no tenía carácter de universidad autónoma debido a que era administrada directamente desde el Ministerio de Educación Universitaria.  Luego de 25 años formando profesiones en distintas áreas científicas y humanistas, el Instituto Universitario de Tecnología "Dr. Delfín Mendoza" pasa a ser Universidad Territorial Deltaica "Francisco Tamayo", esta iniciativa se llevó a cabo en el marco de la Misión Alma Mater creada por el presidente Hugo Chávez la cual está orientada a la creación de Universidades Territoriales y también a la transformación de los IUT (Institutos Universitarios de Tecnología) y CU (Colegios Universitarios) en Universidades Experimentales Politécnicas.

## Objetivos
Esta institución tiene como objetivo primordial contribuir activamente al desarrollo endógeno integral y sustentable en su área de influencia territorial, con la participación activa y permanente del Poder Popular, abarcando múltiples campos de conocimiento, bajo enfoques interdisciplinarios y transdisciplinarios para abordar los problemas y retos de su contexto territorial de acuerdo con las necesidades del pueblo y a partir de las realidades geohistóricas, culturales, sociales y productivas del país.

## Facultades
Entre las carreras o facultades impartidas por esta casa de estudios para el año 2020, se encuentran:
- Programa Nacional de Formación (PNF) en Administración
- Programa Nacional de Formación (PNF) en Agro-alimentación
- Programa Nacional de Formación (PNF) en Contaduría Pública
- Programa Nacional de Formación (PNF) en Construcción Civil
- Programa Nacional de Formación (PNF) en Enfermería Integral Comunitaria
- Programa Nacional de Formación (PNF) en Fisioterapia
- Programa Nacional de Formación (PNF) en Informática
- Programa Nacional de Formación (PNF) en Medicina Veterinaria
- Programa Nacional de Formación (PNF) en Procesamiento y Distribución de Alimentos
- Programa Nacional de Formación (PNF) en Terapia Ocupacional
- Programa Nacional de Formación (PNF) en Turismo

Además de estas, también son impartidas las carreras de Educación Integral y Educación Física y Deportes las cuales no tienen carácter de PNF debido a que su pensun de estudios no contempla los mismos lineamientos o pautas que el resto de las demás facultades.

## Actualidad
La Universidad Territorial Deltaica "Francisco Tamayo" es considerada como la más importante de Tucupita y de todo el estado Delta Amacuro. Para el año 2018 esta institución contaba con una matrícula de 3500 estudiantes, convirtiéndose así en una de las universidades con mayor número de estudiantes de Venezuela. Actualmente esta universidad posee 3 núcleos ubicados específicamente en los municipios Sotillo, Uracoa y Libertador del estado Monagas al oriente del territorio venezolano.